# Eidechsenschwanzgewächse
Die Eidechsenschwanzgewächse (Saururaceae), auch Molchschwanzgewächse genannt, sind eine Familie in der Ordnung der Pfefferartigen (Piperales) innerhalb der Bedecktsamigen Pflanzen (Magnoliopsida). Die vier Gattungen mit etwa sechs oder sieben Arten sind in den nördlichen gemäßigten Breiten (Holarktis) verbreitet.

## Beschreibung und Ökologie

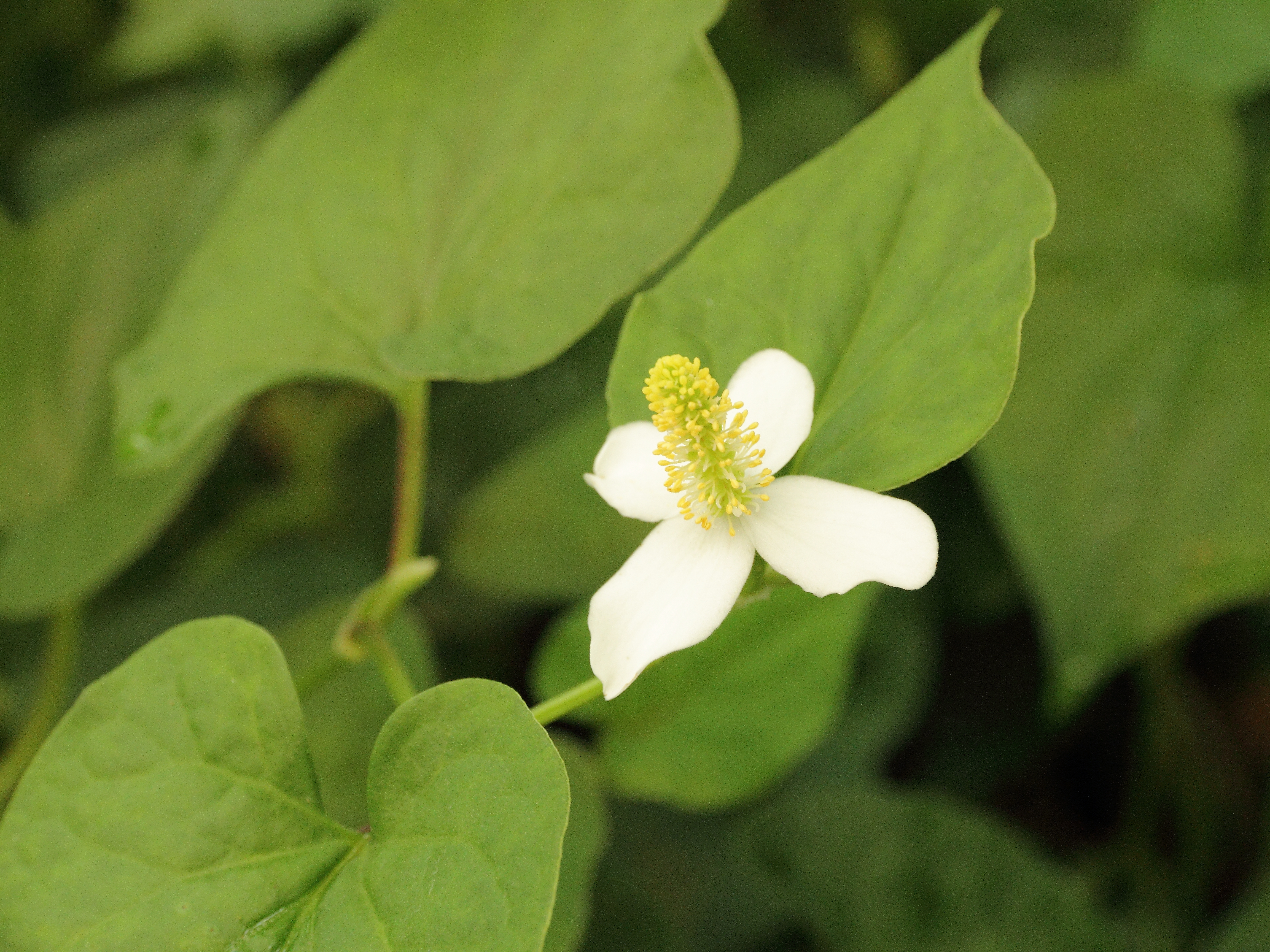
Blätter von Houttuynia cordata

### Vegetative Merkmale
Es sind zweijährige bis ausdauernde, krautige Pflanzen. Sie bilden Rhizome als Überdauerungsorgane oder Stolonen. Es sind Siebröhrenplastide vom S-Typ vorhanden. Die Stängel sind gegliedert.
Die einfachen, wechselständigen und spiralig oder zweizeilig am Stängel verteilten Laubblätter sind in Blattstiel und Blattspreite gegliedert, sehr fleischig und aromatisch. Die einfachen Blattspreiten sind meist länglich oder eiförmig und an der Basis herzförmig oder gerundet. Sie besitzen keine Parallelnervatur. Die Stomata sind cyclocytisch. Es sind Nebenblätter vorhanden, die meist mit den Blattstielen verwachsen sind.

### Generative Merkmale
In endständigen, traubigen oder ährigen Blütenständen stehen die Blüten zusammen. Der Anlockung von Bestäubern dienen oft Hochblätter (Brakteen).
Die kleinen Blüten sind radiärsymmetrisch und zwittrig. Blütenhüllblätter fehlen. Es ist ein Kreis mit drei oder zwei Kreise mit je drei oder vier fertilen Staubblättern und drei bis fünf, meistens oberständige, Fruchtblätter vorhanden. Androeceum und Gynoeceum sind auf ganzer Länge oder nur an der Basis oder nicht verwachsen. Die zweizelligen Pollenkörner besitzen keine oder eine Apertur und sind sulcat. Die meist drei, vier oder selten fünf meist oberständigen oder nur bei Anemopsis unterständigen Fruchtblätter sind frei oder teilweise bis vollkommen zu einkammerigen Fruchtknoten verwachsen. Die meist drei bis vier oder selten fünf Griffel enden jeweils in einer Narbe. In parietaler Plazentation sind meist 20 bis 40 (bis 50) orthotrope bis hemianatrope, bitegmische tenuinucellate or crassinucellate Samenanlagen vorhanden.
Es werden mehr oder weniger fleischige Balgfrüchte oder Kapselfrüchte gebildet. Die Pflanzen der Gattung Saururus bilden Sammelfrüchte. Die Samen enthalten spärlich Endosperm und reichlich stärkekörnerhaltiges Perisperm. Der Embryo ist rudimentär und winzig bei der Samenreife.

### Inhaltsstoffe
An Inhaltsstoffen sind in allen Arten Cyanidin und die Flavonoide Kaempferol und Quercetin nachgewiesen. Sie enthalten essentielle Öle und akkumulieren Calciumoxalat in Kristallen.

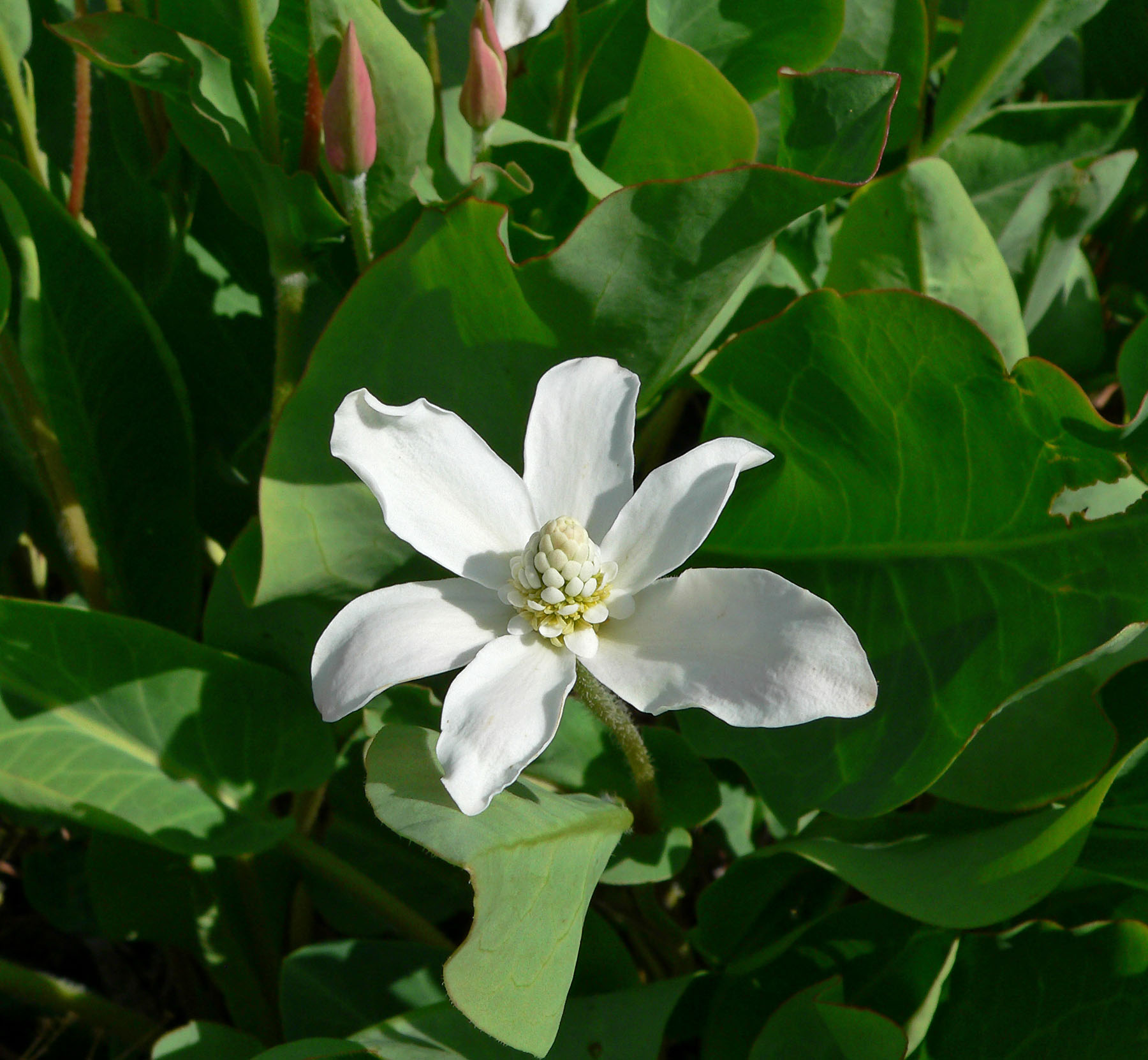
Blütenstand mit auffälligen Hochblättern vom Kalifornischen Eidechsenschwanz (Anemopsis californica)

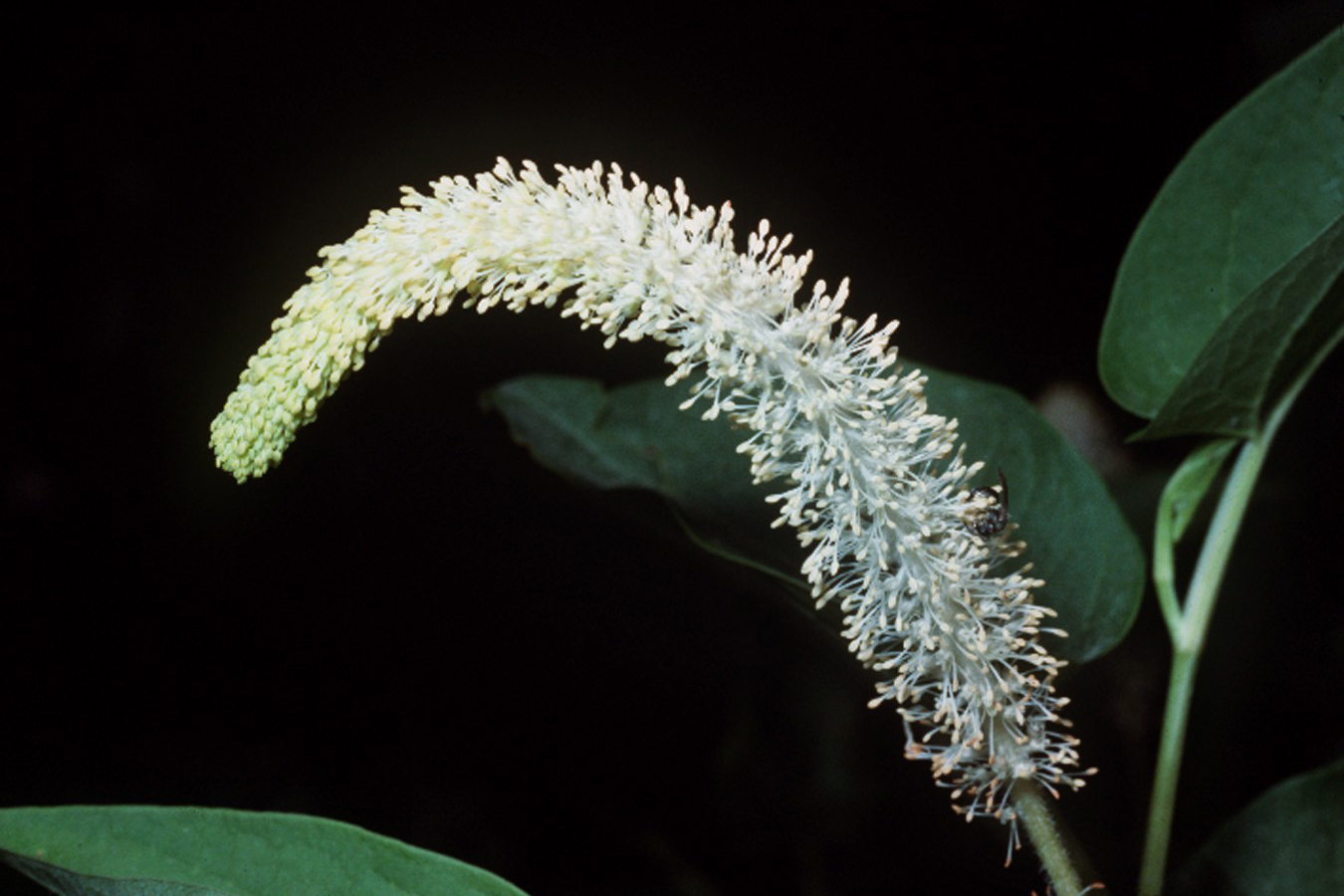
Blütenstand von Saururus cernuus

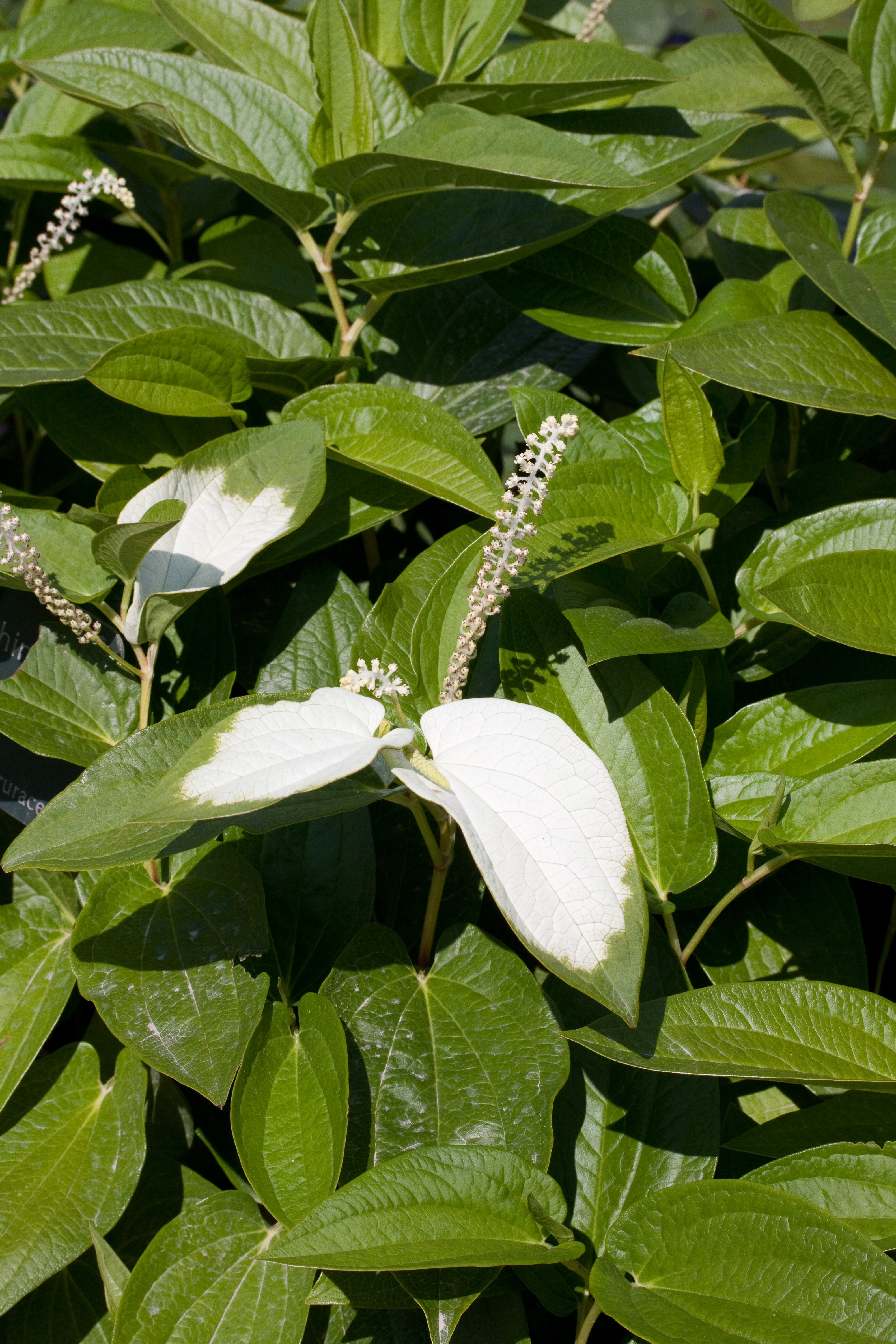
Asiatischer Molchschwanz (Saururus chinensis)

## Systematik und Verbreitung
Die Verbreitung ist holarktisch von den gemäßigten bis tropischen Gebieten im östlichen Asien, in den südlichen USA und in Mexiko.
Zur Familie der Eidechsenschwanzgewächse (Saururaceae) gehören nur vier Gattungen mit zusammen lediglich etwa sechs oder sieben Arten:
- Anemopsis Hook. & Arn.: Sie enthält nur eine Art:
  - Kalifornischer Eidechsenschwanz (Anemopsis californica (Nutt.) Hook. & Arn.): Sie gedeiht auf nassen, alkalischen, salzigen Standorten und Küstensümpfen in Höhenlagen von 0 und 2000 Metern von den westlichen und zentralen Vereinigten Staaten bis ins nördliche Mexiko.[1]
- Gymnotheca Decne.: Sie enthält nur zwei Arten:
  - Gymnotheca involucrata S.J.Pei: Sie gedeiht an Straßenrändern und an feuchten Stellen in Wäldern in Höhenlagen zwischen 700 und 1000 Meter im südlichen Sichuan.[2]
  - Gymnotheca chinensis Decne.: Sie ist im nördlichen Vietnam und China verbreitet. In den chinesischen Provinzen Guangdong, Guangxi, Guizhou, Hubei, Hunan, Sichuan sowie Yunnan gedeiht sie an Fließgewässern und in Tälern in Höhenlagen von (100 bis) meist 600 bis 2000 Metern.[2]
- Houttuynia Thunb.: Sie enthält nur eine Art:
  - Houttuynia cordata Thunb.: Der Trivialname Chamäleonpflanze bezieht sich auf die verschiedenfarbigen Blätter einer einzigen Kultursorte unter vielen, die aber als einzige in Europa häufig verwendet wird. Sie ist in Japan, Korea, Taiwan, China, Java, in Indochina und im Himalaja verbreitet.[1] Sie ist dort als wichtige Gewürzpflanze in zahlreichen Sorten in Kultur.
- Molchschwanz (Saururus L.): Sie enthält nur zwei Arten:
  - Amerikanischer Molchschwanz (Saururus cernuus L.): Diese Sumpfpflanze stammt aus dem östlichen Nordamerika von Kanada bis Mexiko.[1] In Oberitalien ist sie ein Neophyt.
  - Asiatischer Molchschwanz (Saururus chinensis (Lour.) Baill.): Sie ist von Indien, Korea, Vietnam, China, Taiwan, Japan (einschließlich der Ryūkyū-Inseln) bis zu den Philippinen verbreitet.[1]

## Nutzung
Von Houttuynia cordata können die Früchte, Blätter sowie unterirdischen Pflanzenteile gegessen werden und die medizinischen Wirkungen wurden untersucht. Die Droge von Houttuynia cordata (japanisch segiun „neue Energie im Fluss“) aus ihren Blättern lindert Schwellungen.
Saururus cernuus (Amerikanischer Molchschwanz, auch Amerikanischer Eidechsenschwanz) und Saururus chinensis (Asiatischer Molchschwanz, auch Chinesischer Eidechsenschwanz) werden als Aquarienpflanze verwendet.